# Orléans Attackers FC
El Orléans Attackers, conocido simplemente como Attackers, es un equipo de fútbol de Saint-Martin que juega en el Campeonato de fútbol de Saint Martin, la liga de fútbol más importante del país.

## Historia
Fue fundado el 26 de agosto de 1993 en la localidad de Quartier-d'Orléans y es uno de los clubes más ganadores del torneo de liga, ya que ha sido campeón en 8 ocasiones, la primera de ellas en la temporada 2001/02.

## Palmarés
- Campeonato de fútbol de Saint Martin: 8

2001–02, 2004–05, 2005–06, 2006–07, 2007–08, 2009–10, 2012–13, 2014-15